# Assetto Corsa Competizione
Assetto Corsa Competizione (с итал. — «соревнование») — гоночный симулятор, созданный итальянским разработчиком видеоигр Kunos Simulazioni, создателем Assetto Corsa. Игра представляет собой официально лицензированный симулятор кубков спринта и выносливости Blancpain GT Series сезонов 2018 и 2019 годов и гонки 24 часа Спа, а также является киберспортивной дисциплиной.
11 марта 2020 издатель 505 Games и Kunos Simulazioni анонсировали выпуск игры на платформах Xbox One и PlayStation 4 23 июня 2020 года.

## Игровой процесс
Assetto Corsa Competizione — гоночный симулятор, в котором игроки могут управлять гоночными машинами против ИИ в одиночном режиме или против других игроков онлайн. Игра включает в себя одиночный режим карьеры, индивидуальный чемпионат, индивидуальные гонки, особые режимы игрового процесса, а также многопользовательские режимы игры онлайн, которые состоят из: свободной практики, горячего круга, супертрассы, горячего отрезка, быстрой гонки (продолжительностью до одного часа), уик-энд спринтерской гонки (до двух тренировок, двух квалификационных сессий и двух гонок продолжительностью до одного часа) и уик-энд гонок на выносливость (с двумя тренировками, четырьмя квалификационными сессиями и первой десяткой супертрасс, а также одной или двумя гонками продолжительностью от одного до двадцати четырех часов каждая). Гонки можно сохранять и возобновлять в середине сессии в одиночных режимах. Выбор машины в сетевой игре бесплатный, если это не определено в настройках сервера игры.

## Разработка
В отличие от Assetto Corsa, которая использовала графический движок собственной разработки, Assetto Corsa Competizione разработана на Unreal Engine 4, что позволило добавить в игру ночные гонки и реалистичные погодные условия. По утверждениям разработчиков, все десять трасс сезона Blancpain GT Series 2018 были воспроизведены с помощью технологии лазерного сканирования.
На мероприятии Gamescom 2018 Assetto Corsa Competizione была включена в список первых игр, поддерживающих технологии Nvidia RTX.
12 марта 2020 года стало известно, что d3t работает с Kunos Simulazioni и 505 Games над выпуском Assetto Corsa Competizione на PlayStation 4 и Xbox One. В начале февраля 2022 года разработчик опубликовал новый трейлер игры, снятый на PlayStation 5, и объявил, что выход игры на платформах PlayStation 5 и Xbox Series X/S состоится на два дня раньше — 22 февраля 2022 года.